# David G. Farragut
David Glasgow Farragut (5. juli 1801 – 14. august 1870) var en amerikansk søofficer og højstrangende Admiral i den Amerikanske borgerkrig.
Han var den første kontreadmiral, viceadmiral og admiral i flåden. Han huskes i almindelighed for sin ordre i slaget ved Mobile Bay, som ofte formuleres: "Til helvede med torpedoerne, fuld fart fremad!"

## Tidlige liv og karriere i flåden
Farragut var søn af Jorge og Elizabeth Shine Farragut i Lowe's Ferry ved Holston floden (nu Tennesseefloden) nogle få km øst for Campbell's Station i nærheden af Knoxville hvor hans familie boede. Hans far passede færgen og var kavaleriofficer i militsen i Tennessee. Jorge Farragut (1755 – 1817) var en spansk skibskaptajn fra Minorca, søn af Antonio Farragut og Juana Mesquida, og havde tidligere tilsluttet sig den amerikanske uafhængighedsbevægelse efter at være ankommet til Amerika i 1776. Jorge Farragut giftede sig med Elizabeth Shine (født 1765) fra North Carolina og flyttede vestpå til Tennessee efter at have gjort tjeneste i den Amerikanske uafhængighedskrig. Davids fødenavn var James, men det blev ændret i 1812, efter at han var blevet adopteret af den senere flådekaptajn David Porter i 1808 (hvilket gjorde ham til fosterbroder med den senere borgerkrigsadmiral David Dixon Porter og Commodore William D. Porter).
David Farragut gik ind i flåden som kadet den 17. december 1810. I Krigen i 1812, da han kun var 12 år gammel, fik han kommandoen over en prise taget af USS Essex og bragte den sikkert i havn. Han blev såret og taget til fange under Essex krydstogt af HMS Phoebe i Valparaiso bugten, Chile den 28. marts 1814, men blev udvekslet i april 1815. Gennem årene som fulgte viste han den store kunnen og indsats i tjenesten, som ville muliggøre, at han kunne gøre et stort bidrag til Unionens sejr i den amerikanske borgerkrig og beskrive et berømt blad i historien om United States Navy.

## Borgerkrigen
Med kommando over Blokade eskadren i den vestlige Mexicanske Golf og sin stander på USS Hartford, løb han i april 1862 forbi Fort Jackson og Fort St. Philip samt Chalmette, Louisiana batterierne og tog byen og havnen i New Orleans, Louisiana den 29. april samme år. En afgørende begivenhed i krigen. Hans land hædrede dens store sejler efter erobringen af New Orleans ved at oprette rangen Kontreadmiral til ham den 16. juli 1862, en rang som aldrig før havde været anvendt i den amerikanske flåde. Inden da havde flåden undgået rangen admiral, og foretrak begrebet flagofficer for at adskille den fra traditionerne i de europæiske flåder. Senere samme år passerede han batterierne, som forsvarede Vicksburg ved Mississippi-floden. Farragut havde ingen rigtig succes ved Vicksburg; et enkelt sammenflikket konfødereret panserskib tvang hans flotille på 38 skibe til at trække sig tilbage i juli 1862.
Han var en meget aggressiv kommandør, men ikke altid samarbejdsvillig. Under Belejringen af Port Hudson var det planen at Farraguts flotille skulle passere kanonerne i Sydstaternes stillinger for at hjælpe med et afledningsangreb over land af Army of the Gulf, under kommando af Nathaniel P. Banks. Det skulle begynde kl. 8 om morgenen den 15. marts 1863. Farragut besluttede uden at rådføre sig med nogen at fremrykke angrebet til kl. 9 om morgenen den 14. marts og gennemførte sin passage af kanonstillingerne inden Unionshæren var på plads. Ved denne ukoordinerede handling gav han Sydstaternes styrker mulighed for at koncentrere sig om Farraguts flotille og gøre stor skade på hans krigsskibe.
Farraguts kampgruppe blev tvunget til at trække sig tilbage med kun to skibe, som var i stand til at passere de tunge kanoner i Sydstaternes bastioner. Efter at være overlevet passagen spillede Farragut ingen yderligere rolle i slaget om Port Hudson, og general Banks måtte fortsætte belejringen uden støtte fra flåden. Unionshæren foretog to store angreb på fortet, og begge blev slået tilbage med store tab. Farraguts flotille var smadret, men var dog i stand til at blokere udmundingen af Red River med de to resterende krigsskibe, men kunne ikke effektivt patruljere strækningen mellem Port Hudson og Vicksburg. Farraguts beslutning var således dyr for flåden og også for hæren, som led de højeste tab under borgerkrigen i Slaget ved Port Hudson.
Vicksburg overgav sig den 4. juli 1863 og efterlod Port Hudson som den sidste position i Sydstaternes besiddelse på Mississippi-floden. General Banks accepterede garnisonens overgivelse den 9. juli 1863, hvilket afsluttede den længste belejring i USA's militære historie. Kontrol over Mississippi-floden var en central del Unionens strategi for at vinde krigen og med overgivelsen af Port Hudson var Sydstaterne delt i to.
Den 5. august 1864 vandt Farragut en stor sejr i Slaget ved Mobile Bay. Mobile var på daværende tidspunkt den eneste større havn, som var åben i Den Mexicanske Golf. Bugten var kraftigt mineret (fortøjrede skibsminer blev dengang kaldt torpedoer). Farragut beordrede sin flåde til at angribe bugten. Da monitoren USS Tecumseh ramte en mine og sank begyndte de andre at trække sig tilbage.
Farragut kunne se skibene trække sig tilbage fra sin høje stade i masten på sit flagskib USS Hartford. "Hvad er der i vejen?" blev der råbt gennem et horn fra flagskibet til USS Brooklyn. "Torpedoer!" blev der råbt tilbage. "Til helvede med torpedoerne", sagde Farragut, "Fire glas kaptajn Drayton, fortsæt fremad! Jouett, fuld fart!" Hovedparten af flåden kom ind i bugten. Derefter triumferede Farragut over modstanden fra de tunge kanoner i Fort Morgan og Fort Gaines og besejrede eskadren under Admiral Franklin Buchanan.
Han blev forfremmet til viceadmiral den 21. december 1864, og til fuld admiral den 25. juli 1866, efter krigen.
Hans sidste aktive service var som kommandør over den europæiske eskadre med skruefregatten USS Franklin som sit flagskib.

## Død
Farragut døde i en alder af 69 i Portsmouth, New Hampshire. Han ligger begravet på Woodlawn Cemetery i New York.

## Monumenter
- Madison Square Park, New York, af Augustus Saint Gaudens, 1881, kopi i Cornish, New Hampshire, 1994
- Farragut Square, Washington D.C., af Vinnie Ream, 1881
- Marine Park, Boston, Massachusetts, af Henry Hudson Kitson, 1881
- Hackley Park, Muskegon, Michigan, af Charles Niehaus, 1900

## Kommandohistorie
- 1812, tildelt Essex.
- 1815 – 1817, gjorde tjeneste i Middelhavet om bord på Independence og Macedonian.
- 1818, studerede i land i ni måneder i Tunis.
- 1819, gjorde tjeneste som løjtnant på Shark.
- 1823, kommando over Ferret.
- 1825, gjorde tjeneste som løjtnant på Brandywine.
- 1826 – 1838, gjorde tjeneste i underordnede funktioner på forskellige skibe.
- 1838, kommando over sluppen Erie.
- 1841, forfremmet til kommandør.
- Mexicansk-amerikanske krig, kommando over krigssluppen Saratoga.
- 1848 – 1850, tjeneste på Norfolk, Navy Yard i Virginia.
- 1850 – 1854, tjeneste i Washington, D.C.
- 1855, forfremmet til kommandørkaptajn.
- 1854 – 1858, tjeneste med at etablere Mare Island Navy Yard ved San Francisco.
- 1858 – 1859, kommando over krigssluppen Brooklyn.
- 1860 – 1861, udstationeret på Norfolk Navy Yard.
- Januar 1862, kommando over Hartford og blokade eskadren i den vestlige Mexicanske Golf bestående af 17 skibe.
- April 1862, overtog kommandoen over byen New Orleans.
- 26. juli 1862, forfremmet til kontreadmiral.
- 23. juni 1862, såret nær Vicksburg, Mississippi.
- Maj 1863, kommando over USS Monongahela.
- Maj 1863, kommando over USS Pensacola.
- Juli 1863, kommando over USS Tennessee.
- 5. september 1864, tilbudt kommandoen over den Nordatlantiske blokade eskadre, men afslog.
- 21. december 1864, forfremmet til viceadmiral.
- April 1865, bårebærer ved begravelsen af Abraham Lincoln.
- 25. juli 1866, forfremmet til admiral.
- Juni 1867, kommando over USS Franklin.
- 1867 – 1868, kommando over Den europæiske Eskadre.